# Ruanoho whero
Ruanoho whero är en fiskart som beskrevs av Hardy, 1986. Ruanoho whero ingår i släktet Ruanoho och familjen Tripterygiidae. Inga underarter finns listade i Catalogue of Life.